# Caye Northern
La Caye Northern (en espagnol : Cayo Norte) est une caye de la mer des Caraïbes faisant partie du récif Lighthouse. Elle est située au sud de la Caye Sandbore et appartient administrativement au district de Belize.

## Description
Cette caye est la plus grande de l'atoll avec 526 hectares de superficie. Elle est réputée pour la présence du crocodile marin et de l'aigrette neigeuse. Elle est à l'est de la réserve marine de Sandbore.

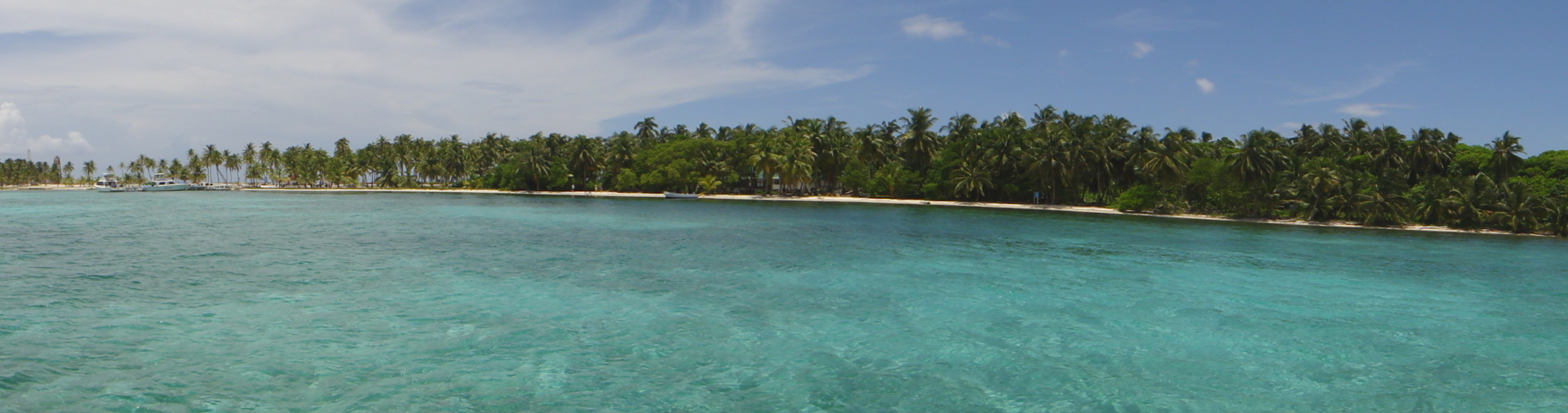
Caye Northern